# Shunosaurus
Shunosaurus lii
Genre
Espèce
Shunosaurus est un genre éteint de dinosaures sauropodes herbivores, le plus basal du clade des eusauropodes. Autrefois, il était également rattaché à la famille des Cetiosauridae aujourd'hui considérée comme paraphylétique.
Shunosaurus a été découvert dans la formation inférieure de Xiashaximiao qui se place dans la partie supérieure de la formation de Dashanpu affleurant au nord-est de la ville de Zigong dans le Sichuan en Chine. Cette formation est d'âge Jurassique moyen, probablement Bathonien, c'est-à-dire datée d'il y a environ 165 Ma (millions d'années).
Une seule espèce est rattachée au genre, Shunosaurus lii.

## Étymologie
Le nom de genre dérive de « Shu », l'ancien nom du Sichuan et du latin « saurus » (reptile), tandis que le nom d'espèce « lii » honore le célèbre hydrologue Li Bing, gouverneur du Sichuan au IIIe siècle.

## Description

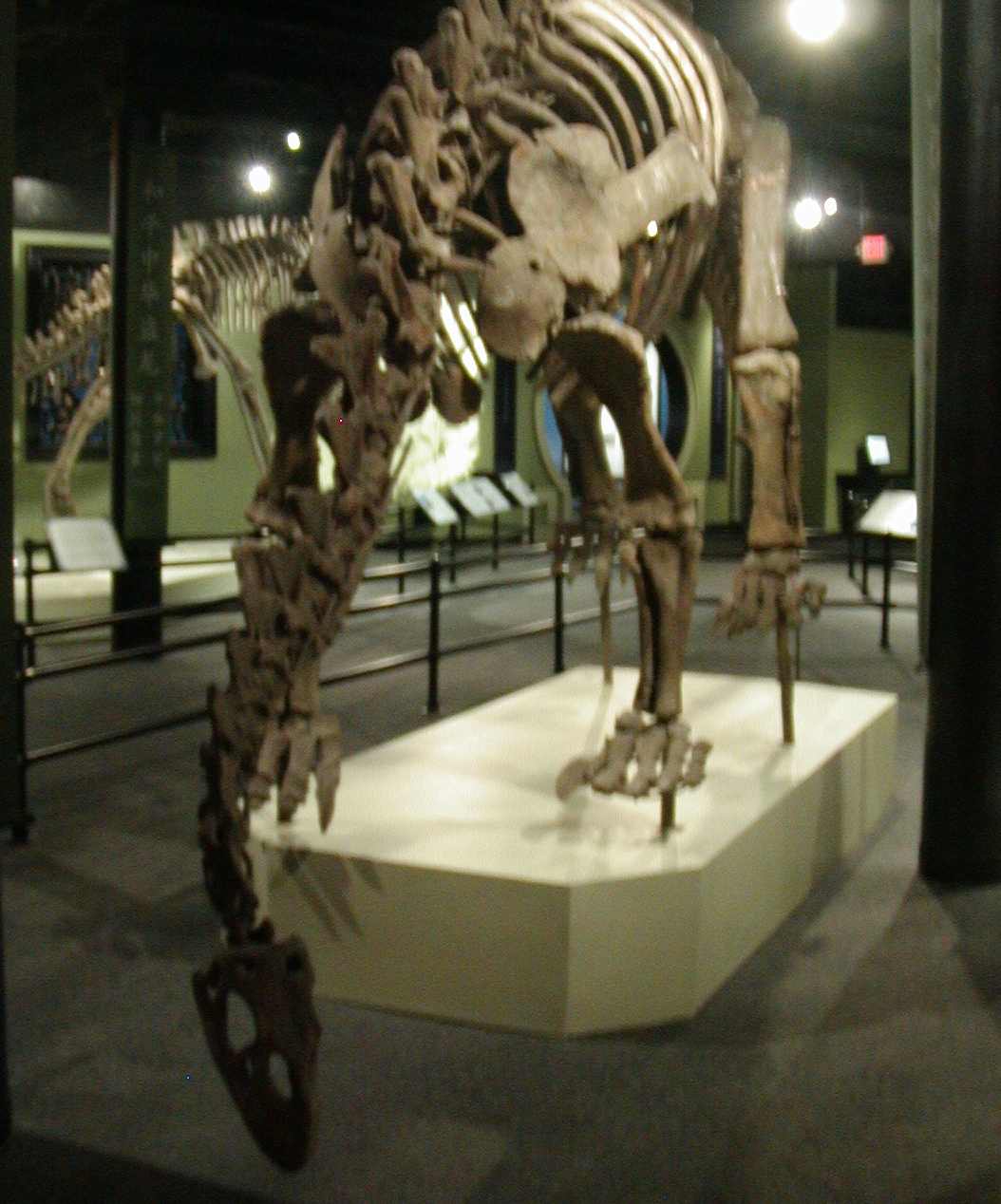
Squelette au musée d'histoire naturelle de Pékin.

Shunosaurus est un des sauropodes les mieux connus d'un point de vue anatomique. En effet, de nombreux restes fossiles de cet animal ont été découverts, et 94 % des os constituant son squelette ont été identifiés. 
La longueur de Shunosaurus, estimée initialement à 11 mètres, a été révisée à 9,5 mètres en 2010 par Gregory S. Paul et son poids à 3,3 tonnes.
Shunosaurus est surtout remarquable par sa massue située au bout de la queue comme un ankylosauridé. Elle porte deux pointes successives en forme de cônes, hautes de 5 centimètres et constituées d'ostéodermes. Elles servaient probablement à repousser ses ennemis. Ses dents sont robustes avec des couronnes hautes de 8 centimètres insérées sur des mâchoires courbées vers le heut qui fonctionnaient comme des cisailles.

## Classification
Shunosaurus était classé traditionnellement dans la sous-famille des Cetiosaurinae ou la famille des Cetiosauridae.
Les analyses cladistiques ont remis en cause cette classification. En 1995, Paul Upchurch place Shunosaurus dans la famille des Euhelopodidae avec plusieurs autres sauropodes chinois du Jurassique. Mais, en 2002, une analyse phylogénique conduite par Jeffrey Wilson situe  Shunosaurus dans une position très basale au sein des Eusauropoda.
Le cladogramme ci-dessous reprend les résultats obtenus par J. A. Wilson en 2002 :
|  | Lessemsaurus |
|  |              |
|  | Antetonitrus |
|  |              |

|           | Shunosaurus                                                  |
|           |                                                              |
|           | Patagosaurus                                                 |
|           |                                                              |
|           | Omeisaurus                                                   |
|           |                                                              |
|           | Mamenchisaurus                                               |
|           |                                                              |
|           | Barapasaurus                                                 |
|           |                                                              |
| non nommé | \| \| Cetiosaurus \| \| \| \| \| \| Neosauropoda \| \| \| \| |
|           | \| \| Cetiosaurus \| \| \| \| \| \| Neosauropoda \| \| \| \| |
|           | Cetiosaurus                                                  |
|           |                                                              |
|           | Neosauropoda                                                 |
|           |                                                              |

|  | Cetiosaurus  |
|  |              |
|  | Neosauropoda |
|  |              |

|           | Shunosaurus                                                  |
|           |                                                              |
|           | Patagosaurus                                                 |
|           |                                                              |
|           | Omeisaurus                                                   |
|           |                                                              |
|           | Mamenchisaurus                                               |
|           |                                                              |
|           | Barapasaurus                                                 |
|           |                                                              |
| non nommé | \| \| Cetiosaurus \| \| \| \| \| \| Neosauropoda \| \| \| \| |
|           | \| \| Cetiosaurus \| \| \| \| \| \| Neosauropoda \| \| \| \| |
|           | Cetiosaurus                                                  |
|           |                                                              |
|           | Neosauropoda                                                 |
|           |                                                              |

|  | Cetiosaurus  |
|  |              |
|  | Neosauropoda |
|  |              |

|           | Shunosaurus                                                  |
|           |                                                              |
|           | Patagosaurus                                                 |
|           |                                                              |
|           | Omeisaurus                                                   |
|           |                                                              |
|           | Mamenchisaurus                                               |
|           |                                                              |
|           | Barapasaurus                                                 |
|           |                                                              |
| non nommé | \| \| Cetiosaurus \| \| \| \| \| \| Neosauropoda \| \| \| \| |
|           | \| \| Cetiosaurus \| \| \| \| \| \| Neosauropoda \| \| \| \| |
|           | Cetiosaurus                                                  |
|           |                                                              |
|           | Neosauropoda                                                 |
|           |                                                              |

|  | Cetiosaurus  |
|  |              |
|  | Neosauropoda |
|  |              |

|           | Shunosaurus                                                  |
|           |                                                              |
|           | Patagosaurus                                                 |
|           |                                                              |
|           | Omeisaurus                                                   |
|           |                                                              |
|           | Mamenchisaurus                                               |
|           |                                                              |
|           | Barapasaurus                                                 |
|           |                                                              |
| non nommé | \| \| Cetiosaurus \| \| \| \| \| \| Neosauropoda \| \| \| \| |
|           | \| \| Cetiosaurus \| \| \| \| \| \| Neosauropoda \| \| \| \| |
|           | Cetiosaurus                                                  |
|           |                                                              |
|           | Neosauropoda                                                 |
|           |                                                              |

|  | Cetiosaurus  |
|  |              |
|  | Neosauropoda |
|  |              |

|  | Lessemsaurus |
|  |              |
|  | Antetonitrus |
|  |              |

|           | Shunosaurus                                                  |
|           |                                                              |
|           | Patagosaurus                                                 |
|           |                                                              |
|           | Omeisaurus                                                   |
|           |                                                              |
|           | Mamenchisaurus                                               |
|           |                                                              |
|           | Barapasaurus                                                 |
|           |                                                              |
| non nommé | \| \| Cetiosaurus \| \| \| \| \| \| Neosauropoda \| \| \| \| |
|           | \| \| Cetiosaurus \| \| \| \| \| \| Neosauropoda \| \| \| \| |
|           | Cetiosaurus                                                  |
|           |                                                              |
|           | Neosauropoda                                                 |
|           |                                                              |

|  | Cetiosaurus  |
|  |              |
|  | Neosauropoda |
|  |              |

|           | Shunosaurus                                                  |
|           |                                                              |
|           | Patagosaurus                                                 |
|           |                                                              |
|           | Omeisaurus                                                   |
|           |                                                              |
|           | Mamenchisaurus                                               |
|           |                                                              |
|           | Barapasaurus                                                 |
|           |                                                              |
| non nommé | \| \| Cetiosaurus \| \| \| \| \| \| Neosauropoda \| \| \| \| |
|           | \| \| Cetiosaurus \| \| \| \| \| \| Neosauropoda \| \| \| \| |
|           | Cetiosaurus                                                  |
|           |                                                              |
|           | Neosauropoda                                                 |
|           |                                                              |

|  | Cetiosaurus  |
|  |              |
|  | Neosauropoda |
|  |              |

|           | Shunosaurus                                                  |
|           |                                                              |
|           | Patagosaurus                                                 |
|           |                                                              |
|           | Omeisaurus                                                   |
|           |                                                              |
|           | Mamenchisaurus                                               |
|           |                                                              |
|           | Barapasaurus                                                 |
|           |                                                              |
| non nommé | \| \| Cetiosaurus \| \| \| \| \| \| Neosauropoda \| \| \| \| |
|           | \| \| Cetiosaurus \| \| \| \| \| \| Neosauropoda \| \| \| \| |
|           | Cetiosaurus                                                  |
|           |                                                              |
|           | Neosauropoda                                                 |
|           |                                                              |

|  | Cetiosaurus  |
|  |              |
|  | Neosauropoda |
|  |              |

|           | Shunosaurus                                                  |
|           |                                                              |
|           | Patagosaurus                                                 |
|           |                                                              |
|           | Omeisaurus                                                   |
|           |                                                              |
|           | Mamenchisaurus                                               |
|           |                                                              |
|           | Barapasaurus                                                 |
|           |                                                              |
| non nommé | \| \| Cetiosaurus \| \| \| \| \| \| Neosauropoda \| \| \| \| |
|           | \| \| Cetiosaurus \| \| \| \| \| \| Neosauropoda \| \| \| \| |
|           | Cetiosaurus                                                  |
|           |                                                              |
|           | Neosauropoda                                                 |
|           |                                                              |

|  | Cetiosaurus  |
|  |              |
|  | Neosauropoda |
|  |              |